# Lingua veneta

Bandiera della Repubblica di Venezia

La lingua veneta (nome nativo vèneto, codice ISO 639-3 vec) è una lingua italo-romanza parlata comunemente in Italia nord-orientale da più di due milioni di persone.
Il veneto è parlato principalmente nella regione italiana del Veneto, ma anche nel Trentino (principalmente nella bassa Valsugana e nel Primiero) e nel Friuli-Venezia Giulia. La parte rimanente dei parlanti si trova all'estero, principalmente in Istria, Dalmazia, Montenegro, Slovenia e Romania (comunità italo-romene) e in località di emigrazione come l'Argentina, il Messico o gli Stati brasiliani del Rio Grande do Sul, Santa Catarina, Paraná e Espírito Santo.
Nell'ambito della dialettologia e della sociolinguistica, in cui il veneto viene classificato come "dialetto romanzo primario" (ossia evoluzione autonoma del latino volgare, e non differenziazione regionale della lingua italiana), esso viene sovente citato come "dialetto veneto", assumendo questo termine con l'accezione di idioma contrapposto a quello ufficiale dello Stato e caratterizzato da un uso prevalentemente informale; in questo contesto, si può anche trovare il "dialetto veneto" incluso nel macrogruppo dei "dialetti italiani settentrionali".

## Diffusione e vitalità

### Distribuzione geografica
Sebbene il veneto rappresenti l'idioma tipico dell'omonima regione italiana, i suoi confini linguistici non corrispondono a quelli amministrativi.
Non tutte le parlate tradizionali diffuse in Veneto sono dialetti della lingua veneta. Nella provincia di Belluno centrale (Agordino e Zoldano) si parla un dialetto di transizione veneto-ladino, che diventa decisamente ladino spostandosi verso nord (alto Cordevole e Cadore). Nel basso Polesine (la cosiddetta Transpadana ferrarese) si parla emiliano, mentre tratti lombardi sono presenti nelle parlate della riva veronese del Garda. Nelle parlate di alcuni centri del Veneto Orientale, invece, si nota un certo apporto del friulano.
D'altra parte, il veneto viene parlato anche al di fuori dei confini regionali. In Trentino sono aree tipicamente venetofone il Primiero (tipo feltrino), la Valsugana (variante bassanese/padovana) e la Vallagarina (variante veronese); anche la zona centrale della provincia, comprendente il capoluogo, ha fortemente venetizzato l'originaria parlata di stampo lombardo.
Nell'area di diffusione della lingua veneta sono presenti alcune piccole isole linguistiche germanofone distribuite lungo la fascia prealpina e alpina e a cavallo con il Friuli: si tratta dei villaggi cimbri della Lessinia, dell'altopiano dei Sette Comuni e del Cansiglio (lingua cimbra) e della Valle dei Mocheni (lingua mochena).
In alcune zone del Friuli-Venezia Giulia sono parlate varietà di veneto, alcune autoctone e/o di contatto (soprattutto al confine con la provincia di Treviso e il litorale, mentre la Venezia Giulia fu colonia veneziana) ed altre importate (alcune località del Friuli storico). Al primo gruppo appartengono le parlate di Marano Lagunare e Grado, centri costieri appartenuti al Dogado veneziano sin dai tempi più antichi (ancora oggi conservano la resa veneziana dell'approssimante palatale come [ʤ] contro la [j] del resto del Veneto, come in famégia, mègio, ògio), nonché il bisiaco, diffuso almeno dal XIV secolo in alcuni centri della zona di Monfalcone (Bisiacaria) come irradiamento del dialetto gradese.
Con l'espansione storica del veneziano in altre zone, tra il XV e il XIX secolo (la Repubblica di Venezia conquistò la Patria del Friuli nel 1420 dopo un anno di combattimenti, con esclusione della contea di Gorizia e della città di Trieste e Muggia, che rimasero alla Casa d'Austria fino al 1918) varianti su base veneziana si sono quindi diffuse, sia a Muggia e Trieste che a Palmanova, Udine e Pordenone e poi nei centri maggiori della pianura (Portogruaro, Latisana, Maniago, Porcia). Relativamente alla città di Trieste, in questa città fino all'inizio del 1800 si è parlato un dialetto ladino, il tergestino,  poi sostituito da un dialetto veneto coloniale (principalmente veneziano), il dialetto triestino, a seguito del notevole aumento della popolazione derivato dal grande sviluppo del porto triestino avvenuto principalmente tra il 1860 e il 1915. Nella parte più occidentale della provincia pordenonese (Sacile, Caneva) si è invece diffusa per continuità linguistica una variante liventina, affine al trevigiano rustico. In tempi più recenti, secondo dopo guerra, attraverso la diffusione del dialetto istriano, il veneto si è rafforzato nella città di Gorizia in quanto, a partire dal 1948, secondo dati forniti dalle associazioni degli esuli, un terzo della popolazione risulta composta da esuli istriani e oggi convive con la lingua friulana, slovena e italiana
Accanto al friulano sopravvive anche il veneto in alcune zone del Friuli meridionale, da Palmanova a Cervignano, spesso alternando i due registri linguistici, in una situazione di diglossia. Il dialetto veneto-udinese, pur essendo stato inserito nella legge regionale 5 del 2010 quale patrimonio culturale della regione Friuli Venezia Giulia, ha visto il numero dei parlanti ridursi drasticamente e il suo prestigio declinare quasi del tutto.
Sempre legati all'influenza veneziana sono i dialetti veneti parlati nella costa istriana e dalmata, la cui estensione è drasticamente diminuita in seguito all'esodo giuliano dalmata del secondo dopoguerra, ma che in varie zone è ancora compreso e parlato, anche come seconda lingua da persone di madrelingua croata; l'entroterra istriano e dalmata, invece, è sempre stato di lingua slovena e croata. Si possono poi individuare tracce del veneto sino in Grecia, in quelle che in passato furono colonie veneziane.

### Emigrazione
Il veneto è parlato dai Veneti emigrati sparsi in altre regioni italiane o all'estero in seguito all'emigrazione. Importanti comunità si trovano in vari Stati europei, in America (in particolare centro-meridionale) e in Australia.
Una massiccia emigrazione veneta avvenne a cavallo fra il 1870 e il 1905, cosicché consistenti comunità di origine veneta sono presenti in Brasile (negli stati di Espírito Santo, Santa Catarina, Paraná, San Paolo, e di Rio Grande do Sul), nell'est della Romania (Tulcea), in Messico (nella località di Chipilo), in Argentina (grazie all'immigrazione dal XIX secolo fino alla seconda guerra mondiale, essendo il Veneto una delle regioni che più italiani ha portato al Paese) dove si trovano ancora 33 associazioni venete, ma anche in diverse aree rurali italiane fatte oggetto di immigrazione organizzata dal fascismo con il fine di colonizzare e popolare i territori in questione, oggetto di bonifica: la Maremma Grossetana (Toscana), l'Agro Pontino (Lazio), la Bonifica di Arborea (Sardegna). Inoltre il borgo di Fertilia (Alghero), nato durante la dittatura fascista per dare lavoro ad un certo numero di famiglie ferraresi, conobbe l'arrivo successivo di esuli istriani e dalmati nel secondo dopoguerra, che andarono a costituire la maggioranza della popolazione. Comunità di origine veneta consistenti sono presenti anche nelle aree urbane dell'Alto Adige / Südtirol, dove costituiscono la maggioranza della popolazione appartenente al gruppo etnico italiano. La lingua italiana standard parlata a Bolzano è comunque molto influenzata da un forte substrato veneto.
Tra le varianti fuori dal Veneto queste sono le principali:
- il veneto istriano e i dialetti triestino e goriziano, per lessico molto simili al veneziano di città, ma con ulteriori influenze di vocaboli alloglotti, specialmente sloveni e croati e, in misura minore, greci.
- il lombardo orientale o veneto occidentale parlato a Bergamo e a Brescia
- il talian o vêneto brasileiro
- il chipileño, parlato a Chipilo, in Messico
- il veneto-romeno[32] che si parla nell'attuale distretto di Tulcea, antico possedimento di Genova sul Mar Nero
- il veneto-pontino è un gruppo di parlate fortemente influenzate dal romanesco, e in parte anche dai dialetti lepini e dall'emiliano, su base perlopiù veneta-trevisana, in trasformazione e comunque in forte regresso.

I Veneti emigrati all'estero hanno conservato la loro parlata tradizionale più che l'italiano, in quanto provenivano in gran parte da estrazione contadina; le generazioni successive, nate da queste ondate migratorie, hanno mantenuto i caratteri arcaici della lingua, sebbene lontani dal Veneto: nel Rio Grande do Sul, ad esempio, l'idioma veneto viene insegnato dai genitori ai figli e viene utilizzato anche da persone di altre origini, tanto che il primo dizionario di talian (o vêneto brasileiro) fu compilato da Alberto Vitor Stawinski, un polacco nato nel 1909 a São Marcos dos Polacos, assimilatosi alla comunità locale prevalentemente di provenienza veneta.
Questa antichità e "permanenza" del veneto, con le modificazioni e contaminazioni che ogni lingua conosce, è misurata dai dati statistici ufficiali (ISTAT e istituto POSTER). Secondo alcuni, queste stime tendono a ridurre il fenomeno essendo assente una promozione culturale e politica di mantenimento e protezione da parte degli stati che hanno questi territori.
Il risultato di questa diaspora dei parlanti (locutori) veneti è che oggi si possono contare più parlanti veneti fuori dal Veneto che non in esso. Un grande lavoro di ricerca e ricostruzione filologica dell'idioma veneto utilizzato alla fine dell'Ottocento è stato effettuato dai ricercatori Secco e Fornasier, componenti del duo Belumat i quali hanno raffrontato la lingua parlata dai bellunesi emigrati in Brasile, Messico e presenti in una minoranza etnica in Slovenia.

### Vitalità
Nel 1997, lo scrittore Dino Durante Jr. sulla pubblicazione annuale El Strologo si disse molto pessimista sullo stato di salute del veneto, affermando che i giovani lo stessero abbandonando. Secondo le stime attuali, tuttavia, il veneto resta ancora oggi uno degli idiomi più conosciuti e parlati in Italia. Secondo un'indagine condotta nel 2007 dall'ISTAT in Veneto, quasi il 70% degli interpellati dichiarava di parlare, oltre all'italiano, anche il veneto e il 15% di usarlo anche nei rapporti con estranei.
Questo fenomeno trova diverse giustificazioni. Prima fra tutte, la grande vicinanza strutturale del veneto all'italiano, che non ne rende eccessivamente difficoltosa la comprensione da parte dei non venetofoni; seconda, la prevalenza di centri abitati piccoli e medi, che ha contribuito a mantenere vive le tradizioni locali; terza, il fatto che dal Veneto si sia sviluppata una forte emigrazione, mentre l'immigrazione nella regione è stata molto scarsa fino agli anni settanta, cosicché le parlate locali hanno mantenuto un ruolo vitale; infine, occorre ricordare l'uso del veneto lungo i secoli, a volte anche in situazioni formali nei tempi della Repubblica di Venezia, e una produzione letteraria sporadica eppure continua nel tempo.

## Legislazione a tutela del veneto
L'idioma veneto è valorizzato come patrimonio linguistico regionale dalla Regione Veneto e dalla Regione Friuli-Venezia Giulia, ma non è incluso nell'elenco dell'art. 2 della legge dello Stato num. 482 del 1999, in materia di tutela delle minoranze linguistiche storiche. Ciononostante, il veneto è incluso nell'elenco delle lingue a rischio dall'UNESCO, che lo classifica come vulnerabile.
Il veneto viene valorizzato dalla Regione Veneto con la legge regionale 13 aprile 2007, n. 8 «Tutela, valorizzazione e promozione del patrimonio linguistico e culturale veneto» e dalla Regione autonoma Friuli-Venezia Giulia con la legge regionale 17 febbraio 2010, n. 5 «Valorizzazione dei dialetti di origine veneta parlati nella regione Friuli Venezia Giulia». Entrambe le Regioni si limitano a valorizzare sul piano culturale (promozione patrimonio linguistico e culturale) i dialetti veneti parlati nella regione Veneto e in Friuli-Venezia Giulia.
La Regione del Veneto, dal 2005, ha ricevuto proposta di elaborazione di una legislazione tesa a tutelare questa parlata e a riconoscerla, e alcuni sforzi sono stati fatti da partiti regionali al fine di includerla nella legge 15 dicembre 1999, n. 482 sulla "Tutela delle minoranze linguistiche". Con la legge regionale n. 8 del 13 aprile 2007, sulla "Tutela, valorizzazione e promozione del patrimonio linguistico e culturale veneto", approvata dal Consiglio regionale a larghissima maggioranza, la Regione del Veneto si è attivata per la salvaguardia del suo patrimonio linguistico e ha stanziato fondi per la sua tutela. Con questa legge, infatti, che si richiama ai principi della Carta Europea delle lingue regionali o minoritarie, sebbene non venga riconosciuta alcuna ufficialità giuridica all'impiego del veneto, la lingua veneta diviene oggetto di tutela e valorizzazione quale componente essenziale dell'identità culturale, sociale, storica e civile del Veneto.
Al di fuori del Veneto, dal 1981 la regione Friuli Venezia Giulia al primo comma dell'articolo 25 della legge regionale n. 68 del 1981, "Interventi regionali per lo sviluppo e la diffusione delle attività culturali"  valorizzava, esclusivamente sul piano culturale, accanto alla lingua italiana, oltre che la lingua friulana, anche «le culture locali di origine slovena, tedesca e veneta». La legge che prevedeva esclusivamente una valorizzazione culturale (teatro, musica, etc.), risulta abrogata nella totalità degli articoli. I dialetti veneti parlati nella regione Friuli-Venezia Giulia sono stati successivamente valorizzati da questa regione con la legge regionale n. 5 del 2010, in attuazione dell'art. 9 della Costituzione italiana, nelle seguenti espressioni dialettali (art.2): il triestino, il bisiacco, il gradese, il maranese, il muggesano, il liventino, il veneto dell'Istria e della Dalmazia, nonché il veneto goriziano, pordenonese e udinese. Le attività di valorizzazione culturale previste dalla legge hanno come scopo (art.1 comma 2): «2. Le attività di valorizzazione previste dalla presente legge sono dirette a conservare la ricchezza culturale presente nel territorio regionale e nelle comunità dei corregionali all'estero, e renderla fruibile anche alle future generazioni, sviluppando l'identità culturale e favorendo l'utilizzo del dialetto nella vita sociale.» All'art. 3 punti 2 e 3 precisa: «2. La Regione promuove lo sviluppo di progetti e incontri tra le comunità venetofone del Friuli Venezia Giulia e tra queste e quelle dei corregionali all'estero che parlano i dialetti di cui all'articolo 2.»; «3. La Regione promuove altresì progetti e incontri con le comunità venetofone presenti in Italia e con quelle di Slovenia e Croazia, nonché con le comunità di lingua friulana, slovena e tedesca del Friuli Venezia Giulia al fine di approfondire la reciproca conoscenza.» Nel settore della comunicazione, la Regione Friuli-Venezia Giulia promuove la diffusione di trasmissioni radiofoniche e televisive nei dialetti da valorizzare, realizzate da emittenti pubbliche e private e sostiene la redazione e la stampa di giornali e periodici (art.6) e sostiene gli enti locali e i soggetti pubblici e privati che operano nei settori della cultura, dello sport, dell'economia e del sociale per l'utilizzo di cartellonistica, anche stradale, nelle espressioni dialettali elencati all'articolo 2) della legge.
La Corte costituzionale italiana nella sentenza nr. 81 del 20 marzo 2018, nel dichiarare incostituzionale la L.r. nr. 28 del 13 dicembre 2016 (Applicazione della Convenzione quadro per la protezione delle minoranze nazionali) approvata dalla regione Veneto, nella sua sentenza mette in rilievo «l'assenza di ogni evidenza di tipo storico o sociologico che rilevi nella popolazione del territorio veneto connotati identitari tali da giustificare un trattamento giuridico quale minoranza nazionale».
In Croazia e in Slovenia i parlanti in istroveneto (un veneto coloniale) hanno richiesto di essere tutelati come minoranza linguistica.

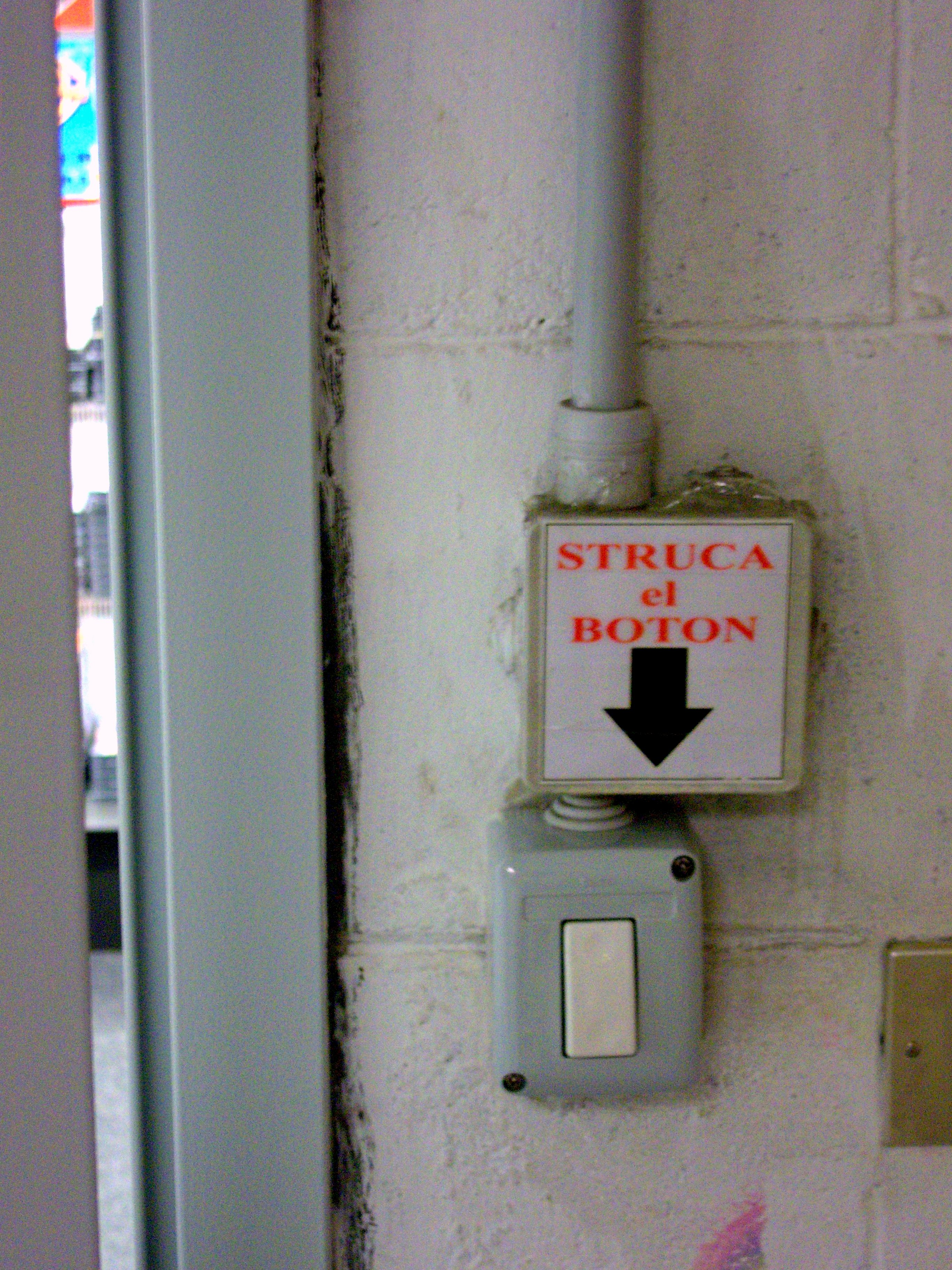
Cartello affisso all'interno dell'area riservata al personale di un centro commerciale di San Giovanni Lupatoto. Significa «Premi il pulsante»

Anche in Brasile, nello Stato del Rio Grande do Sul, il talian, un dialetto basato soprattutto sul veneto (ma con elementi lessicali anche lombardi e piemontesi), viene considerato patrimonio immateriale dello stato. Dal 2009 il talian è lingua ufficiale insieme al portoghese, a Serafina Corrêa, comune brasiliano di circa 14 000 abitanti.
L'UNESCO, assieme al Consiglio d'Europa, riconosce e inserisce il veneto nel Red Book of Endangered Languages, annoverandolo fra le lingue minoritarie meritevoli di tutela.

## Storia
(Pontico Virunio, umanista ed erudito bellunese (ca. 1460-1520))
L'attuale lingua veneta deriva dal latino volgare parlato dagli antichi Veneti romanizzati a partire dalla fine del III secolo a.C. Non ha quindi a che vedere con la lingua venetica parlata in origine dagli stessi e successivamente abbandonata dopo un periodo di bilinguismo.
Testi in volgare che presentano chiare affinità con il veneto sono rintracciabili già a partire dal XIII secolo, quando in Italia non esisteva ancora un'egemonia linguistica del toscano.
Il veneto, in particolare nella sua variante veneziana, ha goduto di ampia diffusione internazionale grazie ai commerci della Serenissima Repubblica di Venezia, soprattutto nel Rinascimento, diventando per un certo periodo una delle lingue franche di buona parte del Mar Mediterraneo, soprattutto in ambito commerciale. Tuttora molte parole del gergo marinaro sono di origini venete, e ciò specialmente nei porti dell'Adriatico settentrionale, fino ad Ancona e oltre, pur essendo ormai quasi del tutto estinte.
Secondo Lorenzo Renzi e Alvise Andreose, «il modello fiorentino ha cominciato a operare una notevole influenza sui dialetti veneti e in specie sul veneziano già a partire dalla prima metà del Trecento».
Fu il veneziano Pietro Bembo, nelle Prose della volgar lingua (1525), a proporre come standard per la scrittura letteraria e per il registro orale elevato della lingua italiana, la lingua utilizzata dai due letterati del Trecento, Petrarca per la poesia e Boccaccio per la prosa. La sua proposta risultò vincente rispetto alle altre proposte di cui in quel periodo si discuteva.
Il veneto perciò non si impose mai come vera e propria "lingua letteraria": fino al XIII secolo, le lingue neolatine in cui si componeva letteratura erano l'occitano dei trovatori, attivi anche nelle corti della Marca, e il francese. A partire dal XIII secolo si aggiunsero anche il toscano (che a sua volta aveva assorbito e rielaborato la produzione della scuola siciliana), il catalano (inizialmente poco distinto dall'occitano), lo spagnolo e il gallego-portoghese. A riprova di ciò è il fatto che Marco Polo dettò a Rustichello da Pisa il Milione scegliendo la lingua d'oïl, allora diffusa nelle corti quanto il latino.
La diffusione dell'idioma veneto al di fuori dell'area storica di origine si ebbe con il progressivo sviluppo della Repubblica di Venezia, i cui funzionari e mercanti lo utilizzavano come lingua ordinaria assieme al latino e all'italiano. Negli anni 1769-70, il patrizio veneziano Francesco Zorzi Muazzo scrisse una Raccolta de' proverbi, detti e sentenze, parole e frasi veneziane, che (benché rimasto inedito sino ad anni recenti), oltre ad essere il primo vocabolario monolingue di un vernacolo italiano, viene considerato dagli studiosi come un chiaro segnale dell'autocoscienza linguistica della popolazione veneziana nel Settecento.
Nel 1784, in forma incompleta, e nel 1788, in una versione integrale, l'Abate patavino Francesco Boaretti propose una traduzione dell'Iliade in "veneto medio", ovvero non in padovano o in veneziano, ma in una lingua veneta "mediana" che potesse essere comprensibile in tutti i territori venetofoni; il successo di questo testo, intitolato Omero in Lombardia, superò ogni aspettativa dell'autore, venendo apprezzato in tutta la Penisola Italiana, grazie alla facilità con cui il veneto può essere inteso da chi conosca l'italiano.
Il veneto non fu mai utilizzato come lingua dei documenti pubblici della Repubblica Veneta, ma era tuttavia comunemente impiegato anche da persone colte, pure per discutere di argomenti elevati quali (anche secondo la testimonianza del Boaretti) la politica e la letteratura. Con l'invasione napoleonica e la conseguente caduta della Serenissima Repubblica di Venezia nel 1797, il veneziano perse il suo prestigio linguistico rispetto alle parlate degli ex Dominii di Terraferma. Nell'Ottocento l'uso del veneto, nelle sue molteplici varianti, rimase come normale veicolo comunicativo nei più diversi strati della popolazione.
Nonostante, dunque, la produzione di testi in veneto con finalità artistiche sia sempre rimasta un fenomeno minoritario nel panorama della letteratura romanza, devono essere tenuti presenti alcuni prodotti sicuramente degni di nota. Significative opere scritte in veneto furono realizzate da autori quali Angelo Beolco (il Ruzante) nel XVI secolo, Marco Boschini nel XVII, Giacomo Casanova e Carlo Goldoni nel XVIII; nel caso delle commedie di Goldoni, tuttavia, l'uso del veneto era utilizzato soprattutto per rappresentare, nel copione scritto, il linguaggio del popolo minuto e della borghesia veneziana.
Tra le traduzioni si può anche ricordare l'Iliade di Omero tradotta sia dal già menzionato grecista Francesco Boaretti, sia da Giacomo Casanova. Nel Seicento venne anche scritta un'opera scientifica in dialetto padovano, il Dialogo de Cecco di Ronchitti da Bruzene in perpuosito de la Stella Nuova, che trattava delle nuove teorie galileiane sul sistema solare, probabilmente con la supervisione scientifica dello stesso Galileo Galilei.
Anche in epoche più vicine l'uso del veneto come lingua letteraria non è mai scomparso, riuscendo anzi a raggiungere vette liriche mirabili con poeti come Biagio Marin di Grado, Virgilio Giotti di Trieste, che ordinariamente scriveva in italiano ma compose anche poesie in poetava in dialetto triestino, o Nereo Zeper, che ha tradotto in triestino l'Inferno di Dante Alighieri.
Altri letterati del Novecento che hanno utilizzato il veneto nelle loro opere sono i poeti Giacomo Noventa e Andrea Zanzotto, come anche Attilio Carminati ed Eugenio Tomiolo. Si segnalano negli ultimi decenni anche Sandro Zanotto, Luigi Bressan, GianMario Villalta, Ivan Crico. Notevoli inserti in veneto sono presenti anche nelle opere dello scrittore Luigi Meneghello.
Il pedagogista fascista Giuseppe Lombardo Radice concepì, nei primi anni 1920, un progetto didattico nazionale definito «dal dialetto all'italiano» che prevedeva di sviluppare ed impiegare testi scolastici anche in "dialetto" (tra cui il "dialetto veneto"). Il programma governativo aveva lo scopo di insegnare, nelle prime classi della scuola pubblica di tutta Italia, la lingua italiana partendo proprio dai dialetti regionali. Con questo progetto didattico, l'insegnamento della lingua italiana iniziava con l'idioma che lo scolaro meglio conosceva, poiché sovente costituiva la sua lingua madre. In una prospettiva tipicamente idealista, per la quale la cultura ("spirito di un popolo") non è statica, bensì dinamica attraverso un processo dialettico di continue negazioni-e-superamenti, anche le lingue regionali come il veneto erano sì valorizzate, ma nella prospettiva del loro superamento: con i bambini più piccoli si sarebbe utilizzata inizialmente la "lingua della madre" (cioè la lingua degli analfabeti), per poi superarla con l'apprendimento della lingua nazionale. Il progetto, comunque, non ebbe alcuna attuazione perché di fatto il fascismo, nella sua opera di forte centralizzazione dello Stato, optò per una politica scolastica differente, imponendo l'apprendimento della lingua italiana in un disegno complessivamente repressivo delle culture delle diverse regioni.
Nel 1996 il gruppo comico vicentino Anonima Magnagati portò in scena lo spettacolo @ sito veneto? in cui si affermava che la lingua veneta stesse per morire e che quindi l'unica soluzione per salvarla fosse creare un sito internet ad essa dedicato: «Noialtri Magnagati ghemo trovà l'unica solusion per salvare el veneto: creare un sito veneto in Internet». Gli artisti berici forse non avevano previsto ciò che sarebbe avvenuto di lì a pochi anni: ossia la grande diffusione della lingua veneta in internet, fenomeno che ne ha dimostrato la vitalità.
In anni recenti numerosi cantanti e gruppi musicali hanno adottato la lingua veneta per la loro produzione artistica: negli anni sessanta hanno raggiunto un buon successo Gualtiero Bertelli e il suo gruppo Canzoniere Popolare Veneto. Negli anni novanta si sono distinti i Pitura Freska, guidati da Sir Oliver Skardy, che hanno partecipato anche al Festival di Sanremo con la canzone Papa nero, scritta in dialetto veneziano. Più di recente hanno ottenuto una certa notorietà artisti come il rapper Herman Medrano, i Rumatera e i Los Massadores.

## Varianti

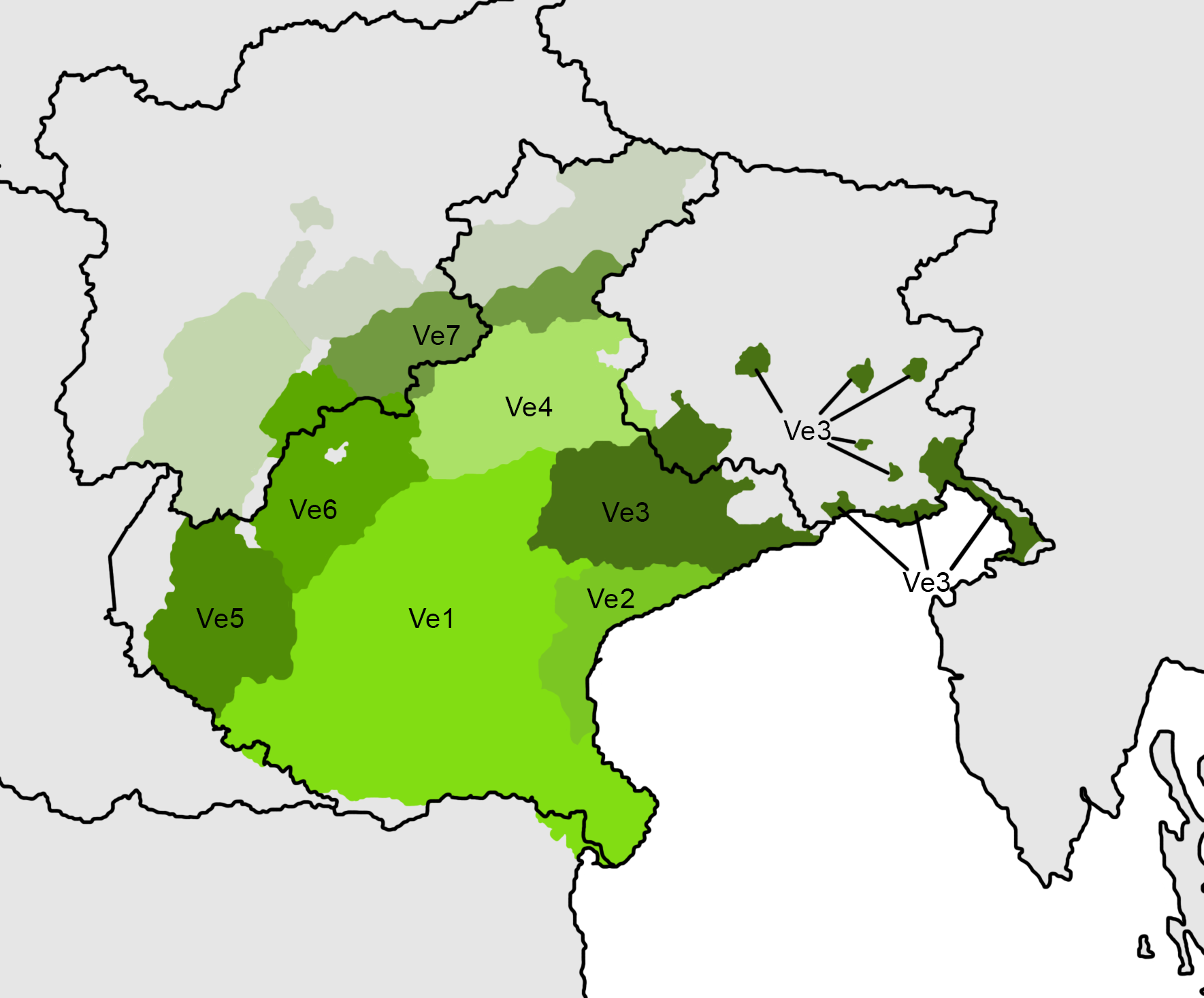
Distribuzione geografica dettagliata dei dialetti del veneto in Italia. Legenda: Ve1 - veneto centrale; Ve2 - veneziano; Ve3 - veneto coloniale e veneto orientale; Ve4 - veneto trevigiano; Ve5 - veronese; Ve6 - alto vicentino; Ve7 - veneto bellunese.

Le diverse varianti del veneto differiscono nella fonologia attraverso una serie di allofoni e, in maniera minore, nel lessico. I pareri dei singoli linguisti nel delineare con precisione le diverse varianti della lingua divergono notevolmente.
Una prima classificazione distingue le seguenti varianti:
- il bellunese (idiomi agordini e zoldani)
- il pedemontano trevigiano (lungo le Prealpi Bellunesi)
- il veneto orientale (trevigiano centro-orientale,veneziano orientale, liventino, pordenonese, udinese, maranese, gradese, bisiacco, triestino)
- il veneto lagunare (veneziano lagunare e chioggiotto)
- il veneto centrale (basso vicentino, basso veronese confinante con il mantovano, padovano, rodigino, trevigiano occidentale e veneziano occidentale)
- il veneto occidentale (alto veronese)
- l'alto vicentino
- l'istro-dalmata (istriano, fiumano)
- i dialetti trentini di Primiero (primierotto) e della Valsugana[55].

Una seconda, d'altra parte, ricorda:
- il veneziano lagunare, con le varietà chioggiotta, pellestrinotta, buranella e della Laguna nord, caorlotta e di terraferma. Ne fanno parte anche i dialetti della Venezia Giulia non coloniali (maranese, gradese, bisiacco);
- il veneto centrale (padovano-vicentino-polesano), con interferenze ferraresi nel Polesine meridionale. A questo gruppo appartengono anche i dialetti parlati nella Valsugana, in Trentino[57];
- il veneto settentrionale (trevigiano-feltrino-bellunese), con le varietà liventina (interferenza con il veneziano) e agordina (interferenza con il ladino);
- il veneto occidentale (veronese), con zone di interferenze bresciane e mantovane;
- il veneto coloniale, in cui ricadono tutte le varianti risultanti dall'espansione della Serenissima nei territori costieri adriatici (come il triestino, l'udinese, il pordenonese e i dialetti istriani e dalmati), tutti orientati al modello veneziano.

Un'ulteriore classificazione identifica invece queste varianti:
- il vicentino-padovano-polesano
- il veneziano lagunare
- il veronese
- il trevigiano (comprendente il trevigiano propriamente detto, il coneglianese, il sandonatese, il liventino ed il pordenonese)
- il feltrino-bellunese (comprendente anche il dialetto di Vittorio Veneto)
- il veneto orientale o da mar, comprendente i dialetti della costa giuliana, bisiaca, friulana, istriana e dalmata (maranese, gradese, bisiacco, triestino, istriano, fiumano).

Queste varianti condividono buona parte delle strutture morfo-sintattiche e del lessico, ma quello che più conta per i linguisti è la capacità dei parlanti di comprendersi (ovviamente in percentuale variabile a seconda della vicinanza geografica).
Ancora discussa è invece la classificazione dei dialetti dell'alto e medio Bellunese. Indubbiamente le parlate cadorine sono da far rientrare nell'area ladina, ma più incerta è la definizione degli idiomi agordini e zoldani, che si trovano in una zona di transizione tra feltrino-bellunese e ladino; nell'agordino i tratti ladini si fanno man mano più accentuati risalendo la valle del Cordevole, fino ad arrivare a parlate pienamente ladine nell'alto corso (Rocca Pietore e Livinallongo). Da notare, comunque, la legge 482/1999 che riconosce tutti i comuni agordini come ladini allo scopo di preservazione delle minoranze linguistiche. La legge 482/99 demanda al 15% dei cittadini di un Comune la richiesta di essere inseriti in un comune con presenza di «minoranze linguistiche». Nel dipartimento di Portogruaro (Veneto) diversi Comuni si sono dichiarati di lingua friulana e hanno richiesto, a maggioranza a seguito di referendum, di passare sul piano amministrativo alla regione Friuli-Venezia Giulia. Il passaggio non è tuttavia ancora avvenuto.
Da notare inoltre un fenomeno tuttora in atto, e cioè che il veneto tende a predominare sulle parlate alloglotte con cui viene in contatto, soppiantandole. Emblematici, in questo senso, sono i casi, tra gli altri, dell'antico tergestino e del cimbro.
L'influenza dell'italiano a partire dagli ultimi decenni del XX secolo nella prassi comunicativa in Veneto, linguisticamente non è una novità: la toscanizzazione di Venezia e della Pianura Veneta risale alla prima metà del Trecento. Il fatto che molti parlanti adattino la sintassi e la terminologia italiana "alla veneta" non è inedito, il linguista Giovan Battista Pellegrini descrivendo il contesto italiano parla di una realtà linguistica “italo-romanza”, le cui parlate sono organizzate attorno a una lingua guida: il veneziano e le parlate venete non hanno fatto eccezione, e nel corso dei secoli hanno avuto come "lingua guida" il latino (sino al Trecento), l’italiano letterario (sino al Novecento), e almeno in parte (per la forte influenza che ebbe soprattutto durante il Settecento) anche il francese.

## Fonologia
La lingua veneta ha alcuni fonemi non presenti in quella italiana, e allo stesso tempo non sono presenti in veneto alcuni fonemi presenti in italiano e in altre lingue neolatine, come /ʃ/ (rappresentato in italiano con il digramma ⟨sc⟩ o in francese con ⟨ch⟩) e /ʎ/ (in italiano ⟨gl⟩ o in catalano ⟨ll⟩).
Caso abbastanza raro nelle lingue romanze (se si esclude il ligure, in cui avviene lo stesso fenomeno), il fonema /n/ non viene assimilato quando precede una consonante labiale, e anche nella scrittura forma le coppie ⟨nb⟩ e ⟨np⟩, anziché ⟨mb⟩ o ⟨mp⟩.
Alcuni fonemi cambiano a seconda delle varianti:
- /d/ è la resa più diffusa della plosiva dentale sonora, ma nel veneto settentrionale il fonema diventa interdentale /ð/ (come il suono di ⟨th⟩ nell'inglese "then", o come la ⟨d⟩ intervocalica in spagnolo).
- /j/ in quasi tutte le varianti viene pronunciata come una semiconsonante scempia, ma diventa più forzata nelle varianti settentrionali (come la ⟨ll⟩ nel francese "famille"), mentre nelle varianti lagunari (ad esempio nel veneziano e nel chioggiotto, ma anche nel dialetto di Grado) viene pronunciata /ʤ/.

### Gli allofoni del fonema /l/
I diversi dialetti veneti si caratterizzano anche per differenti rese del fonema /l/.
Il fonema /l/ viene reso con un fono che può variare a seconda della posizione nella parola e alla vicinanza di una consonante, una vocale palatale o gutturale: a seconda dei suoni adiacenti diviene quindi un fono che si avvicina ad una /e/ molto breve ([e̯]) o una approssimante palatale [ʲ] oppure viene eliso completamente. In alcuni dialetti, in casi limitati, esso può essere sostituito da /r/.
Nelle varianti feltrino-bellunese, pordenonese, veronese, e nel Polesine, viene sempre pronunciata /l/. Nelle altre varianti viene pronunciata come una /e/ non sillabica ([e̯]) se si trova adiacente ad /a/, /ɔ/, /o/ o /u/ (ad esempio ła gondoła [e̯a ˈɡoŋdoe̯a]), mentre scompare se adiacente ad /ɛ/, /e/ o /i/ (ad esempio łimon [iˈmoŋ]). Se la /l/ è preceduta da consonante il fono viene sempre conservato come tale (ad esempio un łimon [uŋ‿liˈmoŋ] e parlar [paɾˈlaɾ]). Il fenomeno è più accentuato specialmente nelle varianti centro-meridionali, come il padovano-vicentino-polesano e il veneziano. È meno evidente, invece, nei dialetti parlati nella provincia di Treviso, specie nel Quartier del Piave, nel Coneglianese e nel Vittoriese, e praticamente assente, come si è detto, nei dialetti bellunesi, nel veronese, nel pordenonese.
A tal proposito, la grafia ufficiale utilizza il grafema con diacritico ⟨ł⟩ perché presenta il vantaggio di segnalare che soltanto alcuni dialetti pronunciano la consonante laterale, altri la attenuano in una approssimante, altri ancora la elidono del tutto.
Esempi:
| Grafia          | Pronuncia con [l] | Pronuncia con fono differente da [l] | Traduzione |
| --------------- | ----------------- | ------------------------------------ | ---------- |
| saltar / sartar | [salˈtaɾ]         | [saɾˈtaɾ]                            | saltare    |
| ła bała         | [la ˈbala]        | [e̯a ˈbae̯a]                           | la palla   |
| vołer           | [voˈleɾ]          | [voˈeɾ]                              | volere     |
| łuzer           | [ˈluzeɾ]          | [ˈʲuzeɾ]                             | brillare   |

### Fluttuazioni [ts]-[θ]-[s] e [dz]-[d]-[ð]-[z]
In alcune parole, le differenze di pronuncia sono determinate da variazioni regolari e parzialmente predicibili. È il caso delle parole con un fono fluttuante che varia fra [ts]-[θ]-[s] e delle parole con un fono fluttuante che varia fra [dz]-[ð]-[d]-[z]. Gli autori moderni hanno proposto vari grafemi. Le parole con questo tipo di variazione contrastano con le parole non fluttuanti, che contengono solo [s] o solo [z]. La presenza o assenza di variazione può portare anche differenza di significato (coppie minime).
| Affricata alveolare [ts] | Interdentale [θ] | Fricativa alveolare [s] | Traduzione         | Grafia Ufficiale (Macro Standard) | Origine latina |
| ------------------------ | ---------------- | ----------------------- | ------------------ | --------------------------------- | -------------- |
| [ts]esto, [ts]est        | [θ]esto, [θ]est  | [s]esto, [s]est         | cesto              | sesto                             | 《c》          |
| condi[ts]ion             | condi[θ]ion      | condi[s]ion             | condizione         | condision                         | 《t》          |
| [ts]ento                 | [θ]ento          | [s]ento                 | cento              | sento                             | 《c》          |
| non esiste               | non esiste       | [s]ento                 | sento (v. sentire) | sento                             | 《s》          |

| Affricata alveolare [dz] | (Inter)dentale [ð], [d] | Fricativa alveolare [z] | Traduzione                     | Grafia Ufficiale | Origine latina |
| ------------------------ | ----------------------- | ----------------------- | ------------------------------ | ---------------- | -------------- |
| [dz]o                    | [ð]o, [d]o              | [z]o                    | giù                            | zo               | 《d》          |
| non esiste               | non esiste              | [z]e                    | è/sono                         | ze               | 《(e)st》      |
| ba[dz]oto                | ba[ð]oto, ba[d]oto      | ba[z]oto                | né tenero/cotto, né crudo/duro | bazoto           |                |
| non esiste               | non esiste              | ba[z]oto                | bacione                        | bazoto           | 《si》         |

Nei testi letterari (dal 1300 alla metà del '900), le lettere ⟨z⟩ e ⟨ç⟩ (quando sono usate) compaiono in parole con fluttuazione mentre ⟨x⟩ e ⟨s⟩ compaiono in parole non fluttuanti; ⟨x⟩ (quando è usato) è riservato al fonema non fluttuante sonoro.
| Pronuncia contemporanea                    | Grafia precedente                                   | Grafia Veneta moderna ufficiale     | Traduzione      | Origine latina | Note                                            |
| ------------------------------------------ | --------------------------------------------------- | ----------------------------------- | --------------- | -------------- | ----------------------------------------------- |
| bru[z]ar                                   | bruxar (brusar), non *bruzar né *bruçar             | bruzar                              | bruciare        | -*s-           |                                                 |
| ca[ts]a - ca[θ]a - ca[s]a                  | caça (cazza), non *caxa                             | catsa - catha - casa                | caccia          | -pti-          | cfr. pt. caça, cat. caça                        |
| ca[s]a                                     | cassa                                               | casa                                | cassa           | -ps-           |                                                 |
| ca[z]a                                     | caxa (casa), non *caza                              | caza                                | casa            | -s-            |                                                 |
| condi[ts]ion - condi[θ]ion - condi[s]ion   | condiçion (condicion, condizion), non *condixion    | conditsion - condithion - condision | condizione/i    | -ti-           | cfr. sp. condición, cat. condició, pt. condição |
| ingle[z]e                                  | inglexe (inglese), non *ingleze                     | ingleze                             | inglese         | -ns-           |                                                 |
| me[dz]o/me[dz]a - me[ð]o - me[d]o - me[z]o | mezo                                                | medzo/medza - medho - medo - mezo   | mezzo           | -di-           |                                                 |
| pa[s]ion                                   | pasion (passion), non *paxion né *paçion né *pazion | pasion                              | passione/i      | -ss-           | cfr. sp. pasión                                 |
| riche[ts]e - riche[θ]e - riche[s]e         | richeçe (richezze), non *richexe                    | richetse - richethe - richese       | ricchezze       | -ti-           |                                                 |
| save[s]e                                   | savese (savesse), non *saveçe né *saveze            | savese                              | sapesse         | -ss-           |                                                 |
| [s]ento                                    | sento                                               | sento                               | sento (sentire) | s-             | cfr. sp. siento, it./pt. sento                  |
| [ts]ento - [θ]ento - [s]ento               | çento (zento)                                       | tsento - thento - sento             | cento           | c(e/i)-        | cfr. sp. ciento, fr. cent, pt. cento            |
| vane[dz]e - vane[ð]e - vane[d]e - vane[z]e | vaneze (vaneçe)                                     | vanedze - vanedhe - vanede - vaneze | aiuole          | -z-            |                                                 |
| [z]e                                       | xe, non *ze                                         | ze                                  | è / (loro) sono | -(e)st-        |                                                 |
| [dz]o - [ð]o - [d]o - [z]o                 | zo, non *xo                                         | dzo - dho - dó - zo                 | giù             | i-; d-         |                                                 |

L'uso di ⟨z⟩ e ⟨ç⟩, anche se in forma ridotta, si mantiene in alcuni autori moderni come ad esempio il veronese Berto Barbarani per parole con fluttuazione come zo, çità, çento.

## Grafia ufficiale (GVIM-DECA)
Dal 2017 la lingua veneta ha una codificazione ortografica moderna, ufficialmente riconosciuta dalla Regione del Veneto. L'Academia de ła Bona Creansa, riconosciuta dall'UNESCO come ente di riferimento per l'idioma veneto, ha elaborato, testato, applicato e certificato una normazione ortografica completa e pubblicata a livello universitario nel 2016, indicata con l'acronimo "DECA" (Drio El Costumar de l'Academia).
La Grafia DECA è stata resa ufficiale dalla Regione Veneto sotto il nome di Grafia Veneta Internazionale Moderna, per voto unanime della Commissione Grafia e Toponomastica della lingua veneta il 14 dicembre 2017 ed è disponibile presso il portale del Consiglio Regionale del Veneto dedicato alla lingua veneta. La medesima grafia è stata quindi utilizzata per la prima grammatica della lingua veneta pubblicata da una università, in Brasile, nel 2018. La grafia DECA, poi GVIM, era già stata utilizzata in un documento trilingue approvato dal Consiglio Regionale del Veneto (aprile 2016) in italiano, veneto e inglese.

### Sistemi ortografici storici e alternativi
Prima di arrivare all'ufficializzazione della grafia DECA, il veneto ebbe una normativa storica (Grafia Veneta Classica), che fu utilizzata, pur con qualche variante, per i testi letterari in dialetto veneziano ed in buona misura in pavano. Questa grafia venne fissata da Giuseppe Boerio nel suo celebre Dizionario del dialetto veneziano (prima edizione del 1829). Questa grafia è ancor oggi utilizzata nelle indicazioni toponomastiche tradizionali veneziane (i ninsiołeti), come "Gheto Vechio" o "Riva dei Schiavoni" (scritto così ma inteso come da pronunciarsi /sʧaˈvoni/). Le norme ortografiche fissate da Boerio sancivano la predominanza della variante veneziana rispetto alle altre, e si caratterizzavano per un maggior rispetto dell'etimologia in paragone alle proposte moderne. Di particolare interesse era l'utilizzo del trigramma ⟨chi⟩ per esprimere l'affricata postalveolare sorda ("C dolce" italiana, /ʧ/, una convenzione simile a quella utilizzata in spagnolo), per cui si scrive chiesa per /ˈʧeza/ e schiopo per /ˈsʧɔpo/, mentre in altre grafie si ricorre a cesa (o cexa) e sciopo (o s-ciopo). Un'altra caratteristica distintiva della grafia storica è la conservazione di una ⟨c⟩ etimologica davanti a ⟨e⟩ o ⟨i⟩, per cui si scrive ciera (pronunciato /ˈsjera/, in alcune varianti /ˈʦjera/) o cièvolo (/ˈsjɛvolo/). Questa soluzione aveva indubbiamente il vantaggio di essere neutrale rispetto ai diversi esiti che la C latina seguita da E e i ha avuto nelle parlate venete; così la parola scritta ⟨cena⟩ poteva essere letta /ˈsena/ a Venezia e nel Veneto centrale, /ˈθena/ nel Veneto settentrionale o /ˈʦɛna/ nell'alto Polesine, nel basso Veronese e a Trieste, analogamente alle differenze di pronuncia che, per la stessa parola, si riscontrano in spagnolo fra castigliani, andalusi o latino-americani.
Oltre alla Grafia Veneta Classica, sono state fatte in epoca moderna altre proposte minoritarie, che rispondono ad usi regionali o perfino locali:
1. la grafia di Dino Durante, tuttora usata in molte pubblicazioni come Quatro Ciàcoe, basata su una maggiore somiglianza con l'ortografia italiana, con il difetto di indurre il lettore alla produzione di doppie lettere là dove non esistono, come nella coppia minima muso/musso, e di non rispettare la grafia tradizionale;
2. la grafia storica riformata, proposta dall'informatico Loris Palmerini,[71] basata sullo studio dei documenti storici conservati negli Archivi di Stato, e sulla introduzione di soluzioni grafiche come la Ł tagliata o il carattere ç (c con cediglia), utilizzato secondo un criterio etimologico come in çena, çerveło (cui corrispondono gli italiani "cena", "cervello") ma non in forsa, suca (italiano "forza", "zucca"), anche se le pronunce sono le medesime. Tale grafia è usata da molti scrittori e parzialmente dalla rivista "Raixe venete" (che però non segue l'uso etimologizzante della Ç);
3. la grafía del Talian di ampia diffusione in Brasile, che usa una corrispondenza grafema/fonema vicina al portoghese, ma simile a quella di Durante (per esempio si scrive una doppia S per la fricativa alveolare sorda perché comunque il digramma SS è pronunciato scempio in portoghese; d'altro canto, si usa il grafema Z per la fricativa alveolare sonora, anziché X come in altre grafie, perché non c'è la necessità di distinguere l'alveolare dalla corrispondente dentale come nel veneto chipileño del Messico o nei dialetti veneti settentrionali);
4. la grafia del Manuale di Grafia Veneta Unitaria (1995), stampato a cura della Regione Veneto, che «lascia aperte varie opzioni ortografiche»; essa tuttavia non ha trovato diffusione per la sua eccessiva frammentazione di grafemi che rende la lettura assai difficoltosa persino ai parlanti madrelingua: ciò di fatto ne ha scoraggiato l'adozione.
5. il cosiddetto "sistema Jegeye" proposto da Paolo Pegoraro e basato sul criterio "un simbolo, un suono", ovvero per ogni fonema si dovrebbe utilizzare un grafema differente (unica eccezione la L-tagliata che può essere letta in modi diversi); di fatto è una proposta che ha trovato scarsa diffusione;
6. le Parlade Venete Unificae, originariamente proposte su siti internet indipendentisti ora spariti dal web, e basate sul criterio di "una forma per ogni gruppo di alternative" ovvero sulla scelta di unificare i fonemi con due o tre allofoni in una sola soluzione grafica (ad esempio la L tagliata) seguendo via via l'etimologia o il metodo della maggioranza, o a volte facendo compromessi a seconda delle possibilità a disposizione. È un tentativo di includere nell'unificazione anche le fricative dentali sorde e sonore (/θ/ e /ð/) presenti nel trevigiano-bellunese e le affricate /ʦ/ e /ʣ/ del polesano, che in altre varianti venete si sono ridotte a fricative (/s/ o /z/). Quando mettono per iscritto i propri dialetti, i bellunesi e i triestini sono portati a scrivere zità o zoca, i coneglianesi zhaváte o forzha, mentre i veneziani sità, soca, saváte o forsa; nel dialetto polesano si distingue usualmente "zeri" (zeri) da "xeri" (eri), mentre in altri dialetti è tutto ridotto a un unico suono. Questo sistema ortografico è comunque utilizzato molto poco;
7. il veneto-chipileño (parlato a Chipilo, in Messico) è stato messo per iscritto per molto tempo con grafia italianizzante, poco compresa dagli abitanti abituati a scrivere lo spagnolo. Da qualche tempo, ad opera soprattutto di Eduardo Montagner Anguiano, si è iniziato a stampare libri e giornali con una grafia basata sullo spagnolo latino-americano (que per /ke/, gue per /ɡe/, che per /ʧ/, zh per /θ/ e /ð/, x per /z/: caxa de mati, ocaxion...; s semplice per /s/ sonora scempia: casa de vin, pasion, masa bon).

Esistono anche altre grafie, più o meno fondate sul modello dell'ortografia italiana.

### L'alfabeto nella Grafia Veneta ufficiale
L'alfabeto prevede i seguenti grafemi:
- ⟨a⟩, ⟨b⟩, ⟨c⟩, ⟨d⟩, ⟨e⟩, ⟨f⟩, ⟨g⟩, ⟨h⟩, ⟨i⟩, ⟨j⟩, ⟨l⟩, ⟨ł⟩, ⟨m⟩, ⟨n⟩, ⟨o⟩, ⟨p⟩, ⟨r⟩, ⟨s⟩, ⟨t⟩, ⟨u⟩, ⟨v⟩, ⟨z⟩.

Le cinque vocali atone sono rappresentate con ⟨a⟩, ⟨e⟩, ⟨i⟩, ⟨o⟩, ⟨u⟩. Quando le regole impongono l'accento grafico, le sette vocali toniche corrispondenti ai fonemi /a/, /ɛ/, /e/, /i/, /o/, /ɔ/ e /u/ sono rappresentate con ⟨à⟩, ⟨è⟩, ⟨é⟩, ⟨ì⟩, ⟨ò⟩, ⟨ó⟩, ⟨ù⟩.
Il grafema ⟨s⟩ rende sempre e soltanto la consonante fricativa alveolare sorda, mentre ⟨z⟩ rende la corrispondente sonora; dal momento che in veneto non esistono consonanti doppie, non si troverà mai scritto ⟨ss⟩ (tranne che nei prestiti da altre lingue).
Il digramma ⟨nj⟩ rende la consonante nasale palatale (espressa, per esempio, da ⟨gn⟩ in italiano, da ⟨ñ⟩ in spagnolo o da ⟨ny⟩ in catalano). Per esempio: sonjo ('sogno'), njente ('niente').
In veneto non esiste il fonema /ʃ/ (come nell'italiano "sciogliere" o "ascia"); il gruppo di grafemi ⟨sc⟩, pertanto, non è un digramma, ma rende la coppia di fonemi /s.ʧ/ (come in sciopo, pronunciato /ˈsʧɔpo/).
Per riportare graficamente determinate pronunce locali sono utilizzati i seguenti digrammi:
- ⟨th⟩, ⟨dh⟩, ⟨ts⟩, ⟨dz⟩

Esempi:
| Veneto Macro Standard | Veneto Micro Standard (circoscritto a certe aree geografiche) | Traduzione italiana |
| --------------------- | ------------------------------------------------------------- | ------------------- |
| piasa [ˈpjasa]        | piatha [ˈpjaθa] piatsa [ˈpjatsa]                              | piazza              |
| zontar [zonˈtar]      | dhontar [ðonˈtar] dzontar [dzonˈtar]                          | aggiungere          |

### Accento grafico
L'accentazione grafica ricade sulle parole tronche che terminano in vocale, sulle sdrucciole e bisdrucciole. Nel caso in cui vi sia una sequenza vocalica e sia tonica la prima vocale, essa va accentata in ogni caso, esclusi i monosillabi. Tutti i participi passati tronchi vanno accentati. Ai soli fini di accentazione, le parole terminanti in consonante (es. ciapar, zontar, canton) si considerano come se fosse aggiunta una vocale (es. canton-i, ciapar-e): ciò per uniformare le accentazioni al netto dell'apocope vocalica.

### Apostrofo
Gli articoli maschili si possono apostrofare per sincope vocalica da entrambi i lati, purché in direzione di altra vocale adiacente. Gli articoli femminili negli stessi casi, ma solo verso destra. Per tutte le altre parole, non si apostrofano l’apocope o l’aferesi solo vocaliche.

## Morfologia e sintassi
Il veneto possiede alcune strutture morfo-sintattiche caratteristiche. Fra le tante, citiamo per esempio il pronome personale clitico per il soggetto, il cui uso è obbligatorio davanti ai verbi nella seconda persona singolare e nella terza persona singolare e plurale: «Giorgio el vien», «I veci i parla/discòre», «ti te parli/discòre/parla» o «ti ti/tu discòre/parla». Alcune varianti possiedono la particella A, di origine incerta, utilizzata per rafforzare i verbi o presentarli come novità: «A te sì bravo» ('Sei proprio/veramente bravo!'), «A no te dormi mai» ('Ma non dormi mai!'), «A no l'è mai contento» ('Non è proprio mai contento!'), che nella prima persona singolare e plurale dei verbi perde valore enfatico e assume una funzione simile a quella del pronome proclitico soggetto: «A so' rivà ieri» ('Sono arrivato ieri').
Tutte le lingue romanze (sia moderne sia antiche) presentano il fenomeno dei pronomi clitici per l'oggetto diretto e indiretto, alcune anche per altri complementi; tipico dei dialetti italiani settentrionali, invece, è l'uso dei pronomi clitici per il soggetto. Secondo i linguisti Lorenzo Renzi e Alvise Andreose, proprio in relazione ai dialetti italiani settentrionali «alcuni fenomeni morfologici innovativi sono abbastanza largamente comuni, come la doppia serie di pronomi soggetto (non sempre in tutte le persone): per "(tu) dici" abbiamo in piem. "ti it parli", in bologn. "te t di", in ven. "ti te dizi"».
Secondo Flavia Ursini dell'Università di Padova, relativamente ai dialetti veneti, «il capitolo dei pronomi personali è interessante per alcune particolarità che rendono i dialetti veneti più simili agli altri dialetti settentrionali».
Questi pronomi-soggetto clitici hanno carattere distintivo: sono cioè essi, e non le desinenze della voce verbale, a stabilire la persona del verbo: el sente / i sente ('sente/sentono'), te parlavi / i parlava ('parlavi/parlavate'). Ciò permette di salvaguardare la comprensibilità dell'enunciato in certe varianti in cui le vocali finali del verbo latino coniugato sono scomparse (el sent / i sent) o si sono evolute in forme intercambiabili (te parlavi = te parlava).
In tutti i dialetti della lingua veneta, si è persa la distinzione tra singolare e plurale nella terza persona dei verbi: el va / i va ('va/vanno'), el 'ndava / i 'ndava (andava/andavano), el ndarà / i ndarà ('andrà/andranno').
Una caratteristica generale del veneto è l'inversione, nelle frasi interrogative, del verbo con il pronome clitico soggetto, nella seconda persona singolare: «Dìtu par davero?», «Sìtu 'ndà?», «Atu/gatu/ghètu/ghèto/eto visto?», «Parli(s)tu?/pàrlito?»; nella terza persona singolare e plurale, maschile e femminile: «Pàrleło? (maschile singolare), Pàrleła? (femminile singolare), Pàrlełi? (maschile plurale), Pàrlełe? (femminile plurale)» e nella seconda persona plurale: «Parlèo/Parlèu?, Gavìo/Gavéu?». L'inversione nell'interrogativa diretta è andata parzialmente in desuetudine nel veneziano e nei dialetti cittadini, dove prevale la forma dissociata (che rispecchia l'italiano) «Te dizi par davero?», «Te si 'ndà?», «Ti ga visto?». Le forme composte esistevano comunque nel veneziano antico («Gastu? Fastu? Vostu?») e sono ancora vive nei dialetti di Chioggia e Caorle («Sistu? Vustu? Fastu? Gastu?»).
A seconda delle varianti, la sintassi delle interrogative dirette presenta alcune differenze, che comunque non pregiudicano la comprensione fra parlanti di vari dialetti: in alcune zone, ad esempio nella parte orientale della Marca Trevigiana fino al confine con il Friuli, i pronomi interrogativi sono collocati in fine di frase («Fatu che?», «Situ chi?», «Vatu 'ndove?», «Manjène cosa?»; anche nel bellunese sono posti alla fine della frase: «Vatu onde?», «Manjone che?»), mentre in altre varianti essi risalgono in prima posizione («'Sa fèto / Cosa fatu?», «Chi situ?», «'Ndo vètu / 'Ndove vatu?»; in queste ultime zone l'interrogativo finale esiste ma solo come forma rinforzata). Il pronome o avverbio interrogativo può addirittura scomparire e la sola fusione della forma verbale con quella pronomica indica il senso dell'interrogazione, come in espressioni tipiche di Treviso come «Ditu?», «Situ 'ndà?», «Gatu visto/manjà?», o del veneto centrale come «Dìzito?», «Sito 'ndà?», «Ghèto visto/manjà?», e le forme dissociate «Te dizi?», «Te si 'ndà?», «Te ga visto?», «Te gà manjà?». Tipico del veneto è questo pronome interrogativo-esclamativo sottinteso: «Vùto ndar?!» ('Dove vuoi andare?!'), «Vùtu far?» ('Che cosa vuoi fare?'), «Sito nà, vestiì cusì?» ('Ma dove sei andato, vestito a quel modo?'). Esistono poi anche forme doppie, con particolare enfasi: «'Sa vèto indove?!», «'Sa fèto cosa?!», «'Sa mànjitu che?!», «Ci èlo ci?!».

## Verbi
Alcuni esempi di verbi in veneto e della loro coniugazione al presente indicativo:
- Verbo èsar/eser(e), 'essere': mi (A) son, ti te si / ti ti ze, eło/łu el ze / l'è o eła ła ze / l'è, nialtri simo/semo, vialtri sì/se, łori i ze/è o łore łe ze / l'è.
- Verbo gaver/gavere, 'avere': mi (A) go, ti te ghe/ga, eło/łu el ga o eła ła ga, nialtri gavimo/ghemo/gavemo, vialtri gavì/gavé, łori/łuri i ga o łore łe ga.
- Verbo catar/catare, 'trovare': mi (A) cato, ti te cati, eło/łu el cata o eła ła cata, nialtri catimo/catemo, vialtri caté, łori i cata o łore łe cata.

Alcuni verbi in veneto hanno un'estensione semantica diversa rispetto ai corrispondenti in italiano: per esempio catar ('trovare') viene usato in frasi come «Go catà ła pena che gavevo perdesto» ('Ho trovato la penna che avevo perduto'), ma mai in una frase come 'Trovo bella questa ragazza' («Sta fioła/toza/puteła ła me par beła»).
Alcuni verbi, in veneto, sono sintagmatici (simili, quindi, ai phrasal verbs inglesi): dopo il verbo è presente una particella che ne modifica il significato. Per esempio: Manjar fora (letteralmente "mangiare fuori"), 'sperperare';
cavarse fora (letteralmente "togliersi fuori"), 'abbandonare una situazione divenuta difficile (o che si prevede lo sarà)'; broar sù (letteralmente "scottarsi sopra"), 'lavare le stoviglie'. In altri casi, invece, l'uso delle particelle (specialmente fora e zo) non modifica il significato del verbo, ad esempio:
- sentarse zo, 'sedersi';
- svejarse fora, 'darsi una svegliata';
- catar fora, 'trovare la soluzione o qualcosa che si riteneva perso o introvabile';
- sbrigarse fora, 'darsi una mossa';
- desfar fora, 'distruggere completamente, devastare'.

## Lessico
Buona parte del lessico è comune alle diverse varianti del veneto, e le differenze sono spesso limitate alla pronuncia: per esempio gato/gat, saco/sac, fero/fer, manjar/manjare, vardar/vardare. La scala/(e)a scàea, sorela/sorèa (unificate, nella grafia ufficiale, dall'uso della L-tagliata ⟨ł⟩: ła scała , soreła). E ancora nasion/natsion/nathion, verzo/verdzo/verdho, o infine vérdi/virdi, dotori/duturi.
Le due forme (duturi plurale di dotór e virdi plurale di verde), che presentano metafonia, sono tipiche di alcuni dialetti del veneto centrale e del gradese, e sono utilizzate da autori antichi come Ruzante e contemporanei come Biagio Marin; molti, tuttavia, le ritengono in via di sparizione. Si trovano, comunque, anche in altre varianti, sebbene con diffusione minore.
Ci sono delle parole molto diverse da zona a zona, come fogołar/larìn o ceo/cenin/picenin: ogni lingua presenta fenomeni simili, per esempio nella denominazioni delle verdure e degli attrezzi agricoli. I parlanti comunque, nella conversazione con interlocutori provenienti da zone distanti, tendono in genere ad avvicinare il lessico e la grammatica usati al tipo veneziano, rendendo la comunicazione verbale mutualmente intellegibile.

### I giorni della settimana inMacrostandard[Cos'è?]
- Łuni
- Marti
- Mèrcore
- Zoba
- Vènare
- Sabo
- Doménega

### I mesi dell'anno inMacrostandard[Cos'è?]
- Zenaro
- Febraro
- Marso
- Apriłe
- Majo
- Junjo
- Łujo
- Agosto
- Setenbre
- Otobre
- Novenbre
- Disenbre

### I numeri inMacrostandard[Cos'è?]
- On (m.); Na (f.); Un (m.); Uno (m.); Una (f.)

Es:"un pon";

Es:"Na carega";
- Do (m.); Do (f.); Do

Es:"Do vide";
- Tri (m.); Tri (f.); Tre

Es:"Tri pirùni";
- Cuatro
- Sincue
- Sie
- Sete
- Oto
- Nove
- Dieze
- Ùndaze
- Dódaze
- Trèdaze
- Cuatòrdaze
- Cuìndaze
- Sédaze
- Disete
- Disdoto
- Disnove
- Vinti
- Vintiun
- Vintidó
- Trenta
- Cuaranta
- Sincuanta
- Sesanta
- Setanta
- Otanta
- Novanta
- Sento
- Dozento
- Miłe (sing.) / Miła (pl.)
- Domìła
- Diezemìła
- Sentomìła
- Un miłjon
- Un miłjardo

### Differenze lessicali
La lingua veneta include molti termini derivati da lingue come il greco, lo sloveno, il tedesco, l'arabo, i cui corrispettivi in italiano hanno un'origine diversa, come:
| Veneto                                             | etimo in veneto | Italiano | etimo in italiano |
| -------------------------------------------------- | --- | --- | --- |
| àmia / àmeda                                       | (LA) amĭtam, 'sorella del padre'                                                                                                  | zia | (EL) ϑεῖος, poi nel (LA) tardo thium                                                                                    |
| ancuò (ancoi / oncò / 'ncuoi / incoi / uncuò)      | (LA) hunc + hodie | oggi | (LA) hodie |
| arfiàr                                             | (LA) re-flare | respirare | (LA) re-spirare |
| armełìn                                            | (LA) Armenīnum ('frutto proveniente dell'Armenia')                                                                                | albicocca | (AR) al-barqūq che attraverso il greco proviene dal (LA) praecoquum, 'precoce', riferito ai frutti primaticci           |
| articioco                                          | (AR) dialettale al-qaršūf, che continua nell'antico toscano arcaciocco, divenuto, per dissimilazione, articiocco (cfr alcarchofa) | carciofo | stessa etimologia del veneto, (AR) dialettale al-qaršūf, ma con perdita dell'articolo iniziale arabo (cfr (CA) carxofa) |
| bàgoło                                             | (LA) baculum=bastoncino | confusione, divertimento, chiasso | |
| bałengo                                            | (FRO) bellinc | traballante, incerto (cosa); balordo, eccentrico (pers.)                                                                                        | |
| becaro / bechèr                                    | dal toscano becco, di etimo incerto, 'maschio della capra'                                                                        | macellaio (ma anche beccaio) | (LA) macellarius |
| bioto                                              | goto blauts, 'nudo' | nudo | (LA) nudum |
| łizarda                                            | (XNO) lusard, (FRO) lesard | lucertola | (LA) lacertam |
| bizata                                             | (LA) bēstiam, come in (IT) biscia                                                                                                 | anguilla | (LA) anguillam (diminutivo di anguis, 'serpente')                                                                       |
| bòvoło                                             | dal diminutivo del (LA) bovem, 'bue', quindi "animaletto con le corna"                                                            | lumaca | (LA) tardo *limacam, per il classico limacem, 'lumaca, chiocciola'                                                      |
| bonbo / zbonbo                                     | probabilmente voce onomatopeica                                                                                                   | fradicio | (LA) fracĭdus, con metatesi                                                                                             |
| broar(e) / zbroar(e)                               | | ustionare, scottare, bollire | |
| broło                                              | (LA) medievale broilum, di etimo assai dibattuto (forse di origine germanica o celtica)                                           | frutteto (il termine brolo è ormai caduto in disuso e sopravvive solo come termine tecnico in riferimento alla storia e architettura medievale) | dal (LA) fructum |
| bronsa                                             | | brace, carboni ardenti | |
| broza                                              | probabilmente lo stesso etimo di galabroza, diffuso anche in molti dialetti settentrionali, di origine dibattuta                  | brina | (LA) pruinam |
| bruscàndoło /bruscanzoło                           | | germoglio di luppolo | |
| bruscar / zerpir                                   | | potare | |
| bruschin                                           | | bruschetto, spazzola | |
| buto / bàmbol                                      | | germoglio | |
| całigo / caliden / caliven                         | (LA) caligĭne(m) | nebbia (caligo/calivo/calif) fuliggine (calizene/caliden)                                                                                       | (LA) nebŭla |
| càneva                                             | | cantina | |
| canton                                             | (LA) cantus | angolo | |
| capeta / capeton                                   | | capsula esplosiva | |
| carega/ cariega                                    | (LA) cathēdra | sedia | |
| catar(e)                                           | (LA) captare | trovare | |
| ciàcołe ciacolare                                  | | chiacchiere | |
| ciapar(e)                                          | (LA) capŭlare, derivato di capŭlus 'cappio'                                                                                       | prendere | |
| cìcara / -chera/ cicra                             | dallo spagnolo jícara (anticamente xícara), a sua volta da un termine azteco indicante il guscio di un frutto usato come ciotola  | tazzina, chicchera | |
| co                                                 | (LA) cum | quando | |
| copar(e)                                           | (IT) accoppare | uccidere | (LA) occīdĕre (< ob+caedĕre) «uccidere/tagliare»                                                                        |
| còtoła                                             | voce di origine germanica, che attraverso il (FR) cotte continua nell'italiano cotta                                              | gonna, sottana | |
| cuciaro / guciaro / sculier(o) / scujero / scojero | | cucchiaio | |
| endeguro / łigaor / luzert                         | | ramarro | |
| goto, bicer(e)                                     | (LA) guttus | bicchiere | |
| insìa                                              | (LA) in+exita | uscita | |
| jarìn / giarin                                     | | ghiaia fine, ghiaìno | |
| larìn / fogołaro / foghèr                          | (LA) lares, "focolare"; (ETT) lar, "padre"                                                                                        | focolare, caminetto | |
| mustaci                                            | (EL) μουστάκι (mustàki) | baffi | |
| muso                                               | | asino | |
| naransa                                            | dall'arabo narangi, attraverso lo spagnolo                                                                                        | arancia | |
| nogara / noghera / nozara / noze                   | | il noce | |
| nome (che) / dome (che) / noma / solche            | | solo, solamente, soltanto | |
| obén...obén                                        | | o...o; o...oppure | |
| par omo                                            | | ciascuno, ognuno | |
| pantegana                                          | (SL) podgana, o (LA) ponticanus (mus), topo del ponto                                                                             | ratto | |
| piron                                              | (EL) πιρούνι (pirùni) | forchetta | |
| pocio                                              | | dolce | |
| tocio                                              | | sugo, salsa, residuo impuro di un liquido | |
| sata                                               | | zampa | |
| savata                                             | | ciabatta | |
| sbregar(e)                                         | dal gotico brikan, correlato al moderno inglese break e moderno tedesco brechen                                                   | strappare | |
| sciantizo                                          | | scintilla; lampo, fulmine | |
| sgrezenda / sceza / sgenda                         | | scheggia | |
| sghiràt                                            | (GRC, EL) σκίουρος (skìuros) | scoiattolo | |
| snjape / snjapa / graspa                           | (DE) Schnaps | liquore, grappa | |
| sgorlar, scorlar(e)                                | (LA) ex+crollare | scuotere | |
| siera                                              | (LA) cara | aspetto, cera (aver una brutta cera) | (LA) aspectus, cara |
| barbastrejo / (nòtoła / sinjàpoła)                 | (LA) vespertilio | pipistrello | (LA) vespertilio |
| sopa/ slota/ topa / sloto                          | | zolla | |
| scoa / spasaòra / granadèło                        | | scopa | |
| spiansar/ springar/ bearar(e)                      | | irrigare i campi | |
| schei                                              | [dalla legenda su monete austriache] (DE) scheide münze                                                                           | soldi | (LA) sŏlĭdus |
| strucar(e)                                         | deriva dal gotico, correlato al tedesco moderno drücken                                                                           | premere, spremere | |
| supiar (fisciar)                                   | (LA) sufflare (sub+flare) | fischiare / soffiare | |
| tacon                                              | | toppa, rattoppo | |
| tamizo                                             | | setaccio | |
| tardigar(e)                                        | | tardare, fare tardi, essere/fare ritardo | |
| tecia                                              | (LA) tecula | pentola | |
| tega                                               | | baccello | |
| toco                                               | | pezzo, parte | |
| tortor / periòlo / inpìria                         | | imbuto | |
| tozo / tozat(o) / butel(o) / putel(o) / fio        | | ragazzo | |
| trincar(e)                                         | (DE) trinken | tracannare | |
| usta                                               | | fiuto | |
| vaneza                                             | | aiuola, campo, podere | |
| vegro                                              | | terreno incolto | |
| vèrzar(e)/ verder                                  | | aprire | |
| véscia/ vìscioła / viscia                          | | scudiscio, verga | |
| veza / bota / caretel                              | | botte | |
| vanpaóra / ciavega                                 | | chiusa per fossi | |
| vizeła / vénja / vinjal                            | | vigna | |

### Parole italiane di origine veneta
- Ballottaggio da bałote, le «palline» usate nell'elezione del doge di Venezia, che nell'ultimo sorteggio venivano estratte da un bambino scelto in piazza San Marco (anche oggi in zone della bassa Padovana e Veronese, il bambino, soprattutto se paffuto viene chiamato bałota)
- Amolo, il frutto della prunus cerasifera, dal veneto àmoło
- Arsenale, attraverso il veneto arsenal dall'arabo dar as-sina'ah, 'casa della fabbricazione, dell'industria' (come anche in darsena)
- Ciao, dal veneto sciavo (schiavo), abbreviazione di sciavo vostro, schiavo vostro, inteso come sono schiavo tuo, sono al tuo servizio;
- Ditta: dal veneto dita, con cui nei contratti commerciali si indicava una compagnia commerciale già nominata in precedenza (cfr. "la sopraddetta", "la suddetta" etc.)[78]
- Gazzetta, quotidiano veneziano che prendeva il nome dal prezzo necessario all'acquisto (una Gazeta, moneta della Repubblica di Venezia)
- Ghetto: il ghetto di Venezia fu costruito presso una fonderia, come riferisce Marin Sanudo, chiamata in veneziano gèto, cioè "getto", la colata di metallo fuso, che probabilmente gli ebrei di origine germanica pronunciavano ghèto.[79][80] Un'altra possibile origine è dalla parola ghett che in lingua yiddish, parlata dagli ebrei del tempo, significa "divorzio" o "separazione".[80]
- Giocattolo, italianizzazione di zugàtolo: la vecchia parola italiana era "balocco"[senza fonte]
- Gondola
- Lido[senza fonte]
- Laguna[senza fonte]
- Lazzaretto l'isola del Lazzaretto vecchio, famosa per il monastero di Santa Maria di Nazareth chiamata anche Nazarethum, dove i lebbrosi e gli ammalati di peste venivano condotti
- Marionetta, diminutivo di mariona, una delle "marie" di legno, una sorta di ex voto offerto dalla Serenissima alla Vergine, che secondo una leggenda avrebbe miracolosamente strappato dalle mani di pirati barbareschi dodici belle fanciulle veneziane[81]
- Pantaloni, attraverso il francese pantalons, chiamati così perché indossati da Pantalone, nota maschera veneziana della Commedia dell'arte.  Il nome di Pantalone è la versione veneziana di Pantaleone, nome di origine greca
- Regata
- Quarantena, riferito ai 40 giorni di isolamento di navi e persone prima di entrare nella città di Venezia nel periodo dell'epidemia di peste nera
- Gnocchi dal veneto njoco, 'protuberanza, gnocco', forse dal longobardo knohhil, 'nodo nel legno'[82] o dal latino nucleum, 'nòcciolo'[83]
- Scampi
- Zecchino dal nome di una moneta d'oro veneziana poi usata in tutta Italia[84][85]